# Minentaucher (Bundeswehr)

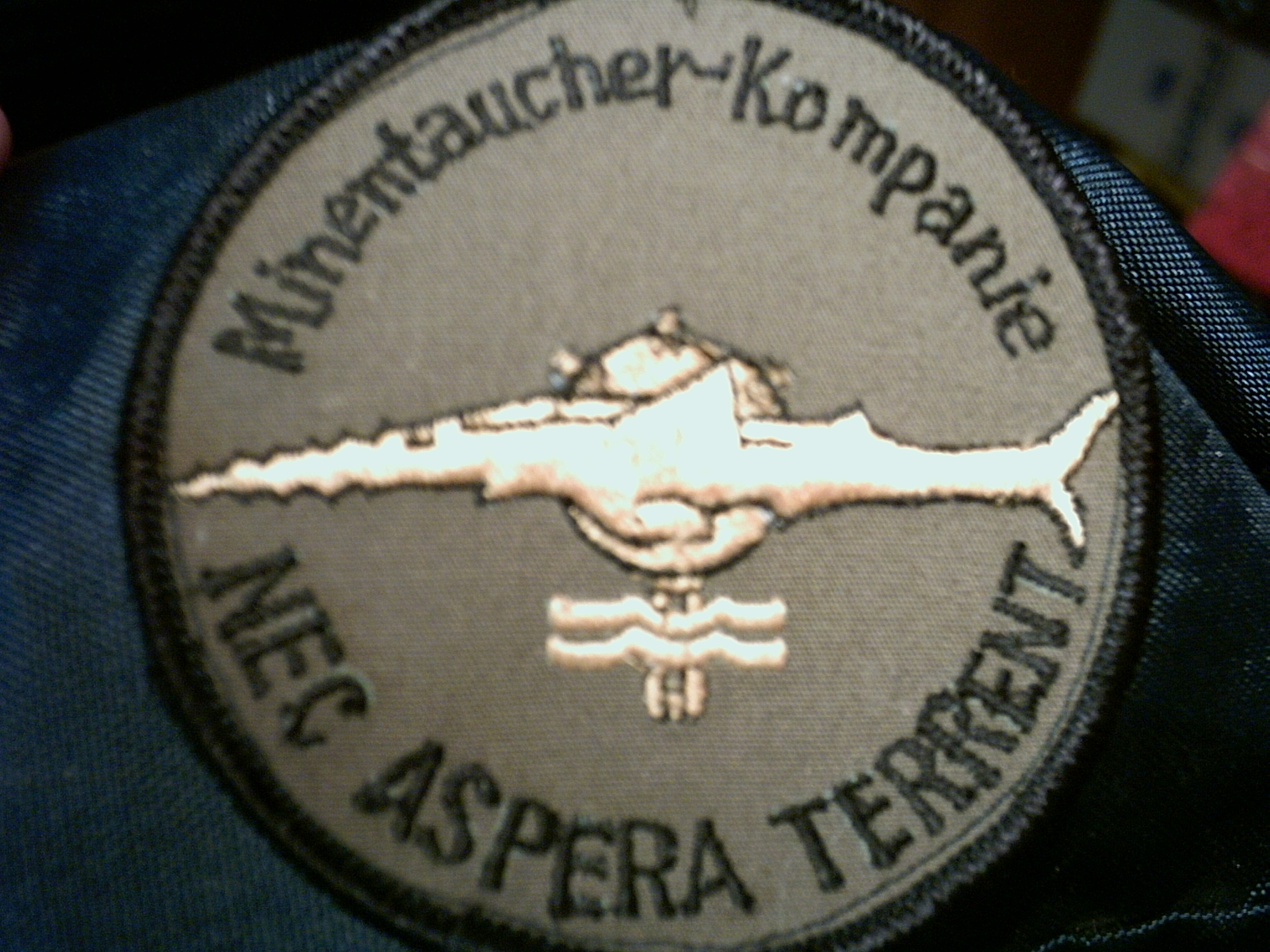
Minentaucher-Kompanieabzeichen Schwertfisch

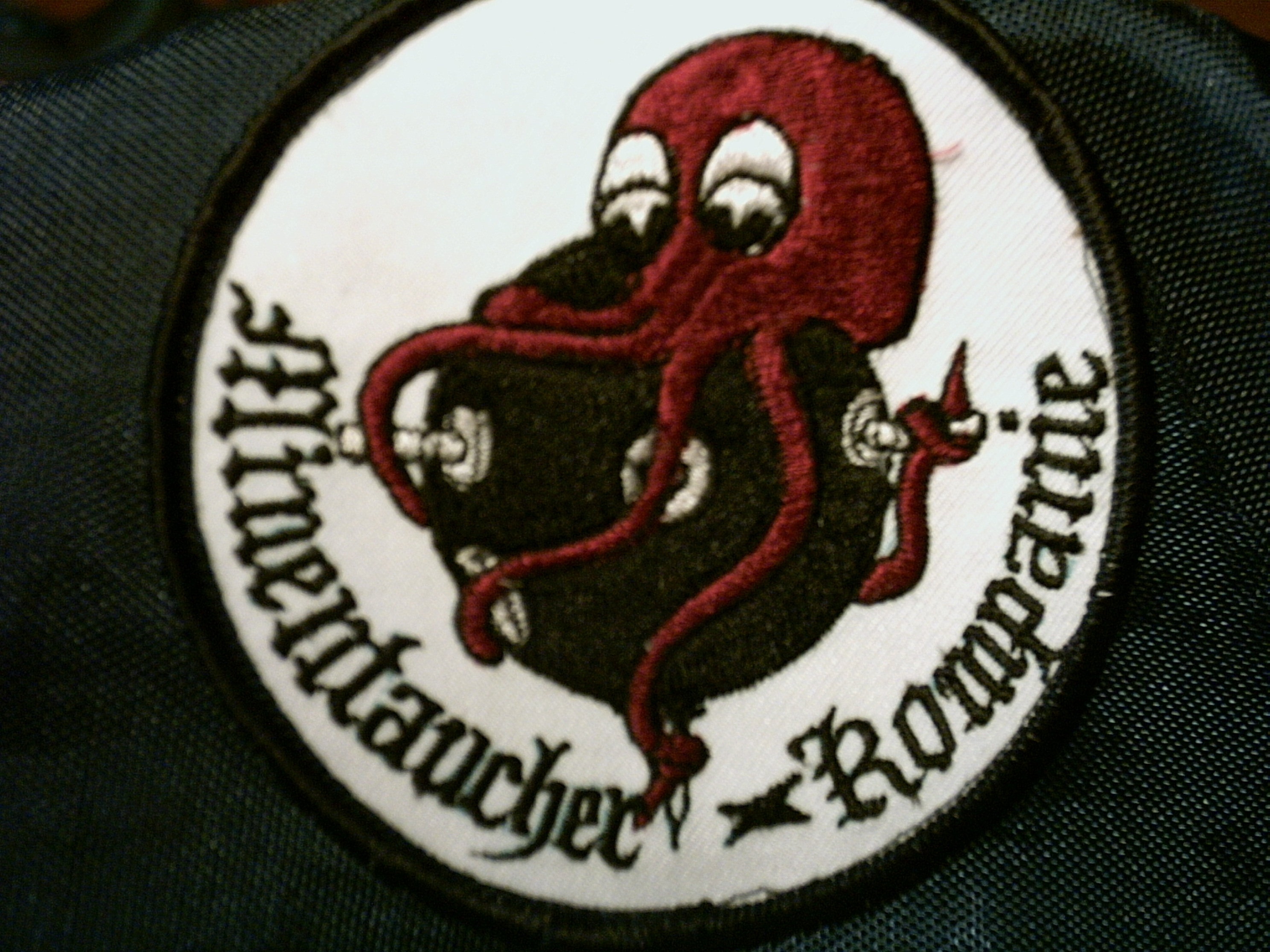
Minentaucher-Kompanieabzeichen Krake

Die Minentaucher bilden in der Minentaucherkompanie (MiTaKp)  eine Einheit der Bundeswehr auf Kompanieebene der Marine. Die speziell ausgebildeten Minentaucher (militärische Taucher) haben den Einsatzschwerpunkt der maritimen Waffenhandhabung, Kampfmittelbeseitigung und Such- und Rettungseinsätze (SAR). Die Einheit ist Teil des zum 1. April 2014 neu aufgestellten Seebataillons und hat ihren Standort in Eckernförde.

## Geschichte
Von 1957 bis 1984 wurden Minentaucher ausschließlich in deutschen Gewässern, hauptsächlich in der Ostsee und dort überwiegend zur Räumung von Seeminen aus dem Krieg eingesetzt. Außerdem waren sie bei der Suche und Bergung von havarierten Schiffen, U-Booten und abgestürzten Flugzeugen eingebunden. Die gefährlichste Aufgabe der Minentaucher bestand darin, Kampfmittel aufzuspüren und zu bergen, die nach dem Weltkrieg in der Ostsee versenkt wurden, teilweise chemische Kampfstoffe enthalten und deshalb bis heute die Schifffahrt und Fischerei gefährden.
Die Räumung von frisch gelegten Minen im Herbst 1985 im Suezkanal stellte den ersten exterritorialen Einsatz von Minentauchern dar. Bei diesem NATO-Einsatz in einer internationalen Seestraße, bei der nicht das für offene See entwickelte Räumgerät (Troika) verwendet werden konnte, wurden deutsche Minentaucher eingesetzt. Danach erfolgten zahlreiche Einsätze weltweit auch in internationalen Gewässern im Rahmen der NATO Response Force und der German Task Force (EAV).
Bis 1991 war die Kompanie eine selbständige Einheit, um dann zusammen mit der Kampfschwimmerkompanie die Waffentauchergruppe zu bilden. 2003 ging aus der Waffentauchergruppe das Bataillon Spezialisierter Kräfte hervor. Durch die Transformation formierten sich 2003 die Spezialisierten Einsatzkräfte Marine (SEK M). Die SEK M gliederte sich damals in die Kampfschwimmerkompanie, die Minentaucherkompanie, die Boardingkompanie und eine Ausbildungsinspektion sowie weitere Unterstützungselemente und wurde im Frühjahr 2014 aufgelöst.

## Auftrag
Ihre Einsatzgebiete sind:

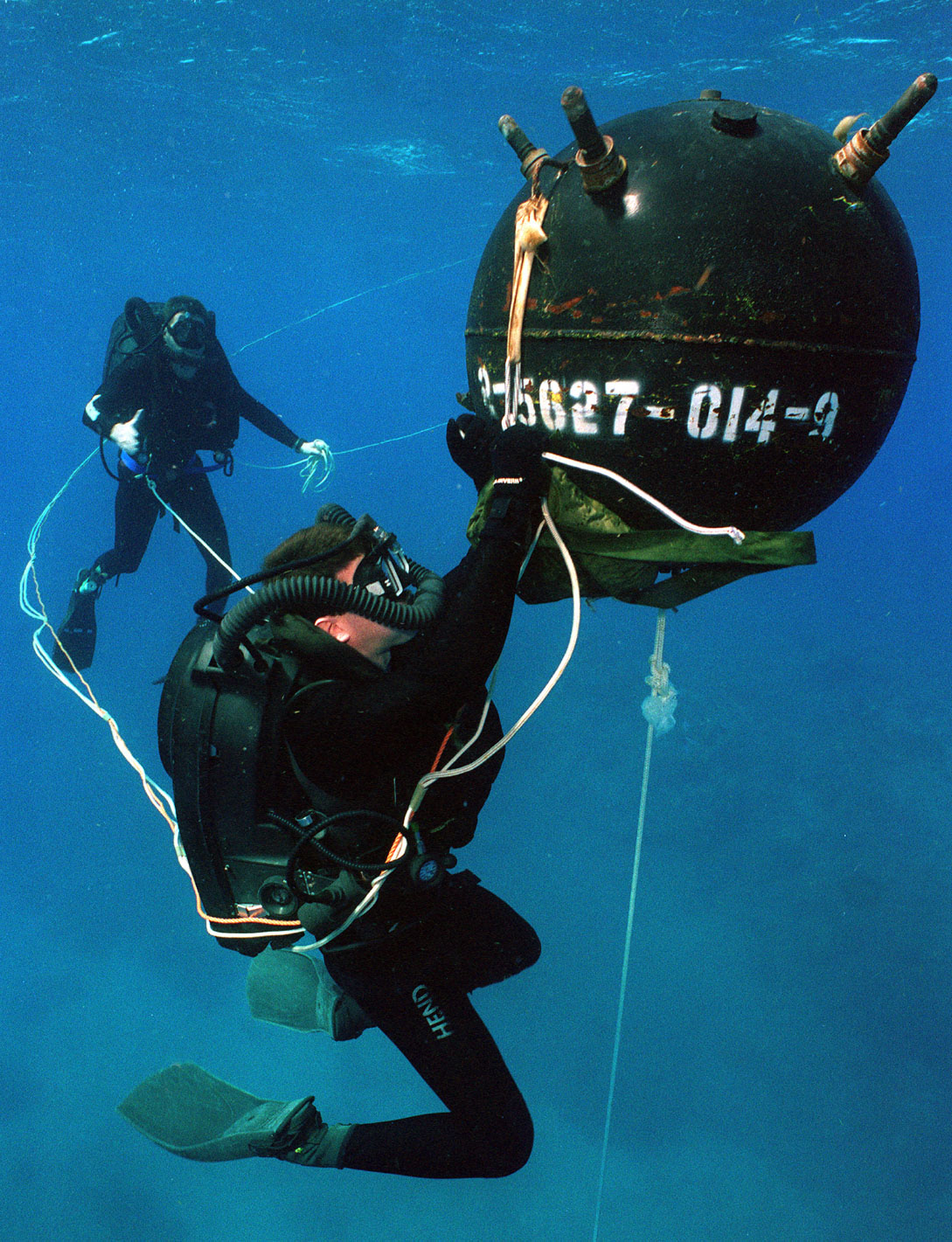
Zwei Minentaucher üben das Entschärfen einer Ankertaumine

- Suche, Klassifizierung und Beseitigung oder Bergung von Unterwasserwaffen wie Minen oder Sprengkörpern im Wasser
- Bedienen von Unterwasserdrohnen
- Kampfmittelbeseitigung zu Wasser und an Land, insbesondere Beseitigung von Unkonventionellen Spreng- und Brandvorrichtungen (Improvised Explosive Devices, IED)
- Rettungs- und Bergungseinsätze

Minentaucher sind hochqualifizierte Spezialisten, die mobil an Land oder von Bord eines Überwasserschiffes eingesetzt werden können. Stationierungsort der Minentaucher ist die Minentaucherkompanie in Eckernförde.

## Rekrutierung und Ausbildung

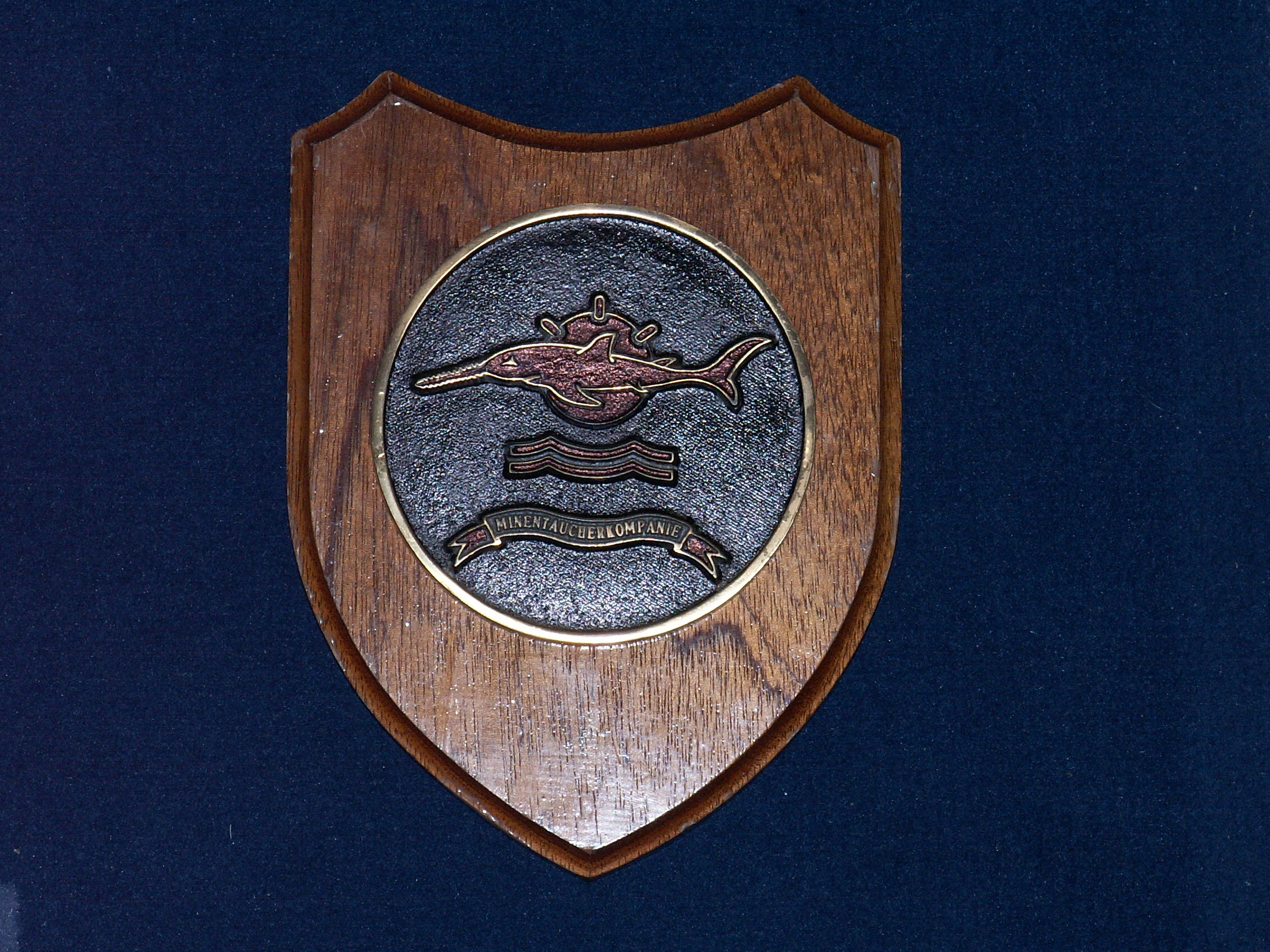
Wappen der Minentaucherkompanie

Die Ausbildung der Minentaucher findet in der Ausbildungskompanie 2 in Eckernförde statt. Diese Einheit gehört zum Seebataillon (SeeBtl), und dieses wiederum zur Einsatzflottille 1.
In der Ausbildung gilt es neben der Vermittlung der tauchmedizinischen und -physikalischen Grundlagen, der Einsatzverfahren und der stetigen Verbesserung der Tauchtechnik, die physische und psychische Belastbarkeit der Anwärter festzustellen, zu steigern und sie an die Grenzen der selbigen zu bringen.

### Eingangsvoraussetzungen
Um sich für die Ausbildung der Minentaucher zu qualifizieren, sind folgende Voraussetzungen zu erfüllen:
- Musterung mindestens Tauglichkeitsgrad 2 ohne Einschränkung für D700 Waffentaucher
- Verpflichtung als Soldat auf Zeit für mindestens 4 Jahre
- Absolvierung der Grundausbildung [unabhängig von der TSK]
- Bestehen der TUKV-Untersuchung TA3 (Taucher UBoot Kampfschwimmer Verwendungsfähigkeit) am Schifffahrtmedizinischen Institut der Marine in Kronshagen
- Top-Kondition (körperliche Fitness), die in speziellen Tests vor und während der Ausbildung überprüft wird.
- Willensstärke, die den Bewerber über die Grenzen von Reflexen und körperlichen Schmerzen hinaus belastbar macht.

Neben der weit über dem Niveau eines Sport- oder Berufstauchers liegenden Vermittlung von Kenntnissen in Tauchphysik und -medizin werden Kenntnisse über (jegliche Art von) Unterwassermunition, Taktik und Einsatzverfahren vermittelt. Den größten Teil der Ausbildung bilden praktische Übungen, Fitnesstraining und das damit verbundene „Aussieben“ von über 70 % der Lehrgangsteilnehmer in den ersten fünf Wochen der Minentauchervorausbildung.

### Ausbildung
(Ein Beispiel für die Ausbildung zum MiTa-Bootsmann/Offizier, dabei können einige Module je nach Planung untereinander verschoben werden.)
- Einstieg:      allgemeine militärische Grundausbildung an einer Marineschule, vornehmlich der Marinetechnikschule ParowSchwimmtaucherabzeichen

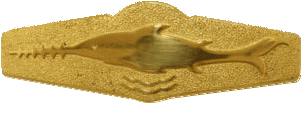
Schwimmtaucherabzeichen

- ab 13. Woche: Schwimmtaucherlehrgang im Ausbildungszentrum Schiffsicherung der Marine in Neustadt in Holstein
- ab 19. Woche: Minentauchervorausbildung  in der Ausbildungsinspektion Minentaucherkompanie in Eckernförde
- ab 24. Woche: Minentauchereinsatzausbildung (wie vor)
- ab 36. Woche: Sprenghelferlehrgang mit Tauchereinsatz (wie vor)
- ab 38. Woche: Kraftbootführerschein (wie vor)
- ab 41. Woche: Schiffssicherungstruppführer
- ab 42. Woche: Unteroffizierslehrgang 1 (MUS Plön)
- ab 46. Woche: Verwendung als Minentauchermaat an Bord eines Minenjagdbootes oder in der MiTaKp
- ab 25. Monat: Unteroffizierslehrgang 2 (MUS Plön)
- ab 28. Monat: Schiffssicherungsgruppenführer
- ab 29. Monat: Minentauchereinsatzleiterlehrgang in der Ausbildungsinspektion der SEK M
- ab 32. Monat: Sprengleiterlehrgang (wie vor)
- ab 33. Monat: Ausbildung zum Feuerwerker und Lehrgang Kampfmittelbeseitigung Marinemunition
- ab 40. Monat: Kampfmittelbeseitigung EOD - Landminen und Abwurfmunition an der Kampfmittelabwehrschule in Stetten am kalten Markt
- ab 42. Monat: Verwendung als Minentaucherbootsmann oder -offizier an Bord von Minenjagdbooten, in der MiTaKp

### Zusatzqualifikationen

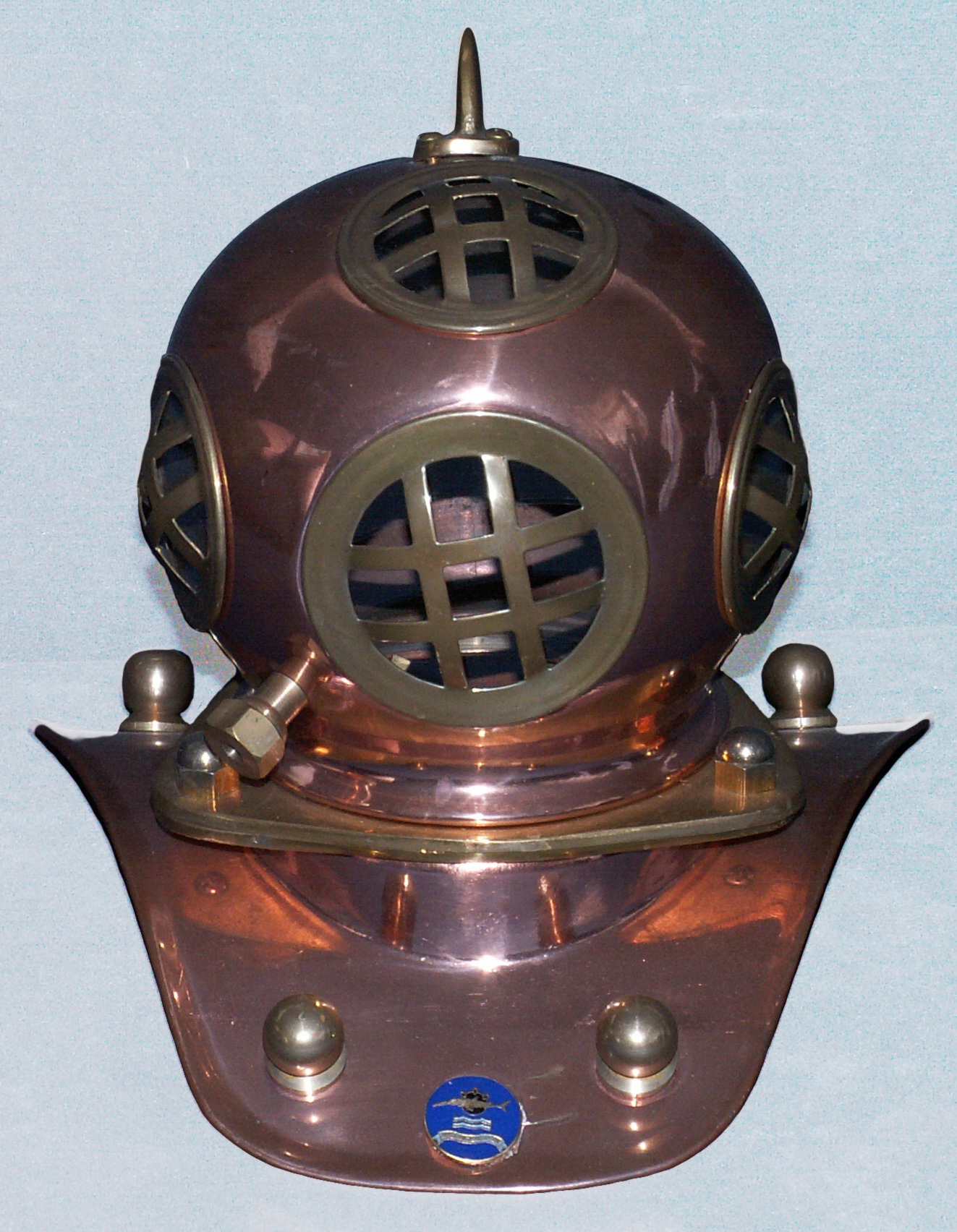
Taucherhelm (Miniatur) mit Abzeichen der Minentaucherkompanie

Bestandteil der Ausbildung ist der Kraftbootführerschein sowie die Ausbildung zum „Sprenghelfer der Marine mit Taucheinsatz“. Danach erfolgt im Rahmen der Schiffssicherungsausbildung die Schulung zum Truppführer.
In Einzelfällen wird den Angehörigen der MiTaKp darüber hinaus die Teilnahme an zahlreichen Speziallehrgängen ermöglicht. Viele längerdienende Minentaucher (acht oder mehr Jahre verpflichtet) sind z. B. auch als Kraftfahrer BCE, Helmtaucher (staatlich geprüfter Taucher), Fallschirmspringer und/oder Einzelkämpfer qualifiziert.
Die Ausbildung und Einsatzplanung zielte ursprünglich auf die Abwehr konventioneller und „nichtkonventioneller“ Unterwasserwaffen im Ernstfall im Rahmen einer möglichen Konfrontation der NATO mit dem Ostblock ab. Seit 1985 wurden die Aufgaben und entsprechend die Ausbildungsinhalte modifiziert. Die Ausbildung zur „Beseitigung unkonventioneller Spreng- und Brandvorrichtungen (IEDD)“ findet nach wie vor in einem „Sonderlehrgang zur Erfüllung spezieller Einsatzaufträge“ statt.

## Ausrüstung

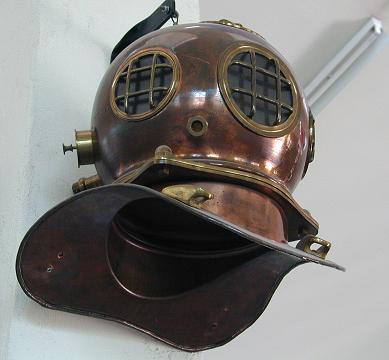
Taucherhelm

Bei Minentauchern kommen Pressluft- und Mischgastauchgeräte, sogenannte Rebreather, zum Einsatz. Die maximale Einsatztiefe mit den Presslufttauchgeräten, die auch zum Sporttauchen eingesetzt werden, liegt bei 50 Metern. Bei dem Mischgasgerät LAR VII(CCR/SCR) ist die Tiefe im Sauerstoff-Modus mit Kreislaufbetrieb (CCR) auf 7 Meter beschränkt. Für Tiefen bis 24 Meter wird das sogenannte NATO B-Gemisch (60 % Sauerstoff, 40 % Stickstoff) im halboffenen Modus (SCR) konstant zugeführt.
Seit 2002 wurde das Tauchgerät „FGT II“ durch ein geschlossenes, elektronisch gesteuertes Mischgaskreislauftauchgerät, das „Stealth EOD-M“ der Firma Divex ersetzt. Bei diesem Gerät wird der Sauerstoff-Partialdruck konstant gehalten bzw. über das Mischverhältnis entsprechend der Tiefe reduziert, dadurch kann mit dem Einsatztauchgerät eine Tiefe von 54 m erreicht werden. Ab 2024 werden die Minentaucher mit dem Multi-Role Rebreather 100 (MCM100) des britischen Herstellers Avon Protection ausgestattet, wodurch sich die mögliche Tauchtiefe auf rund 100 m erhöht.
Abgesehen von den mechanischen und elektronischen Spezialwerkzeugen werden von Minentauchern ansonsten Ausrüstungsteile verwendet, wie sie auch zur zivilen Tauchausrüstung gehören, im Einsatz wird aber nur nichtmagnetische Ausrüstung benutzt.

## Tauchsicherheit
Für die Durchführung eines Minentauchereinsatzes gilt es vorschriftsmäßige personelle (tauchermedizinisches Personal, Sicherheitstaucher etc.) und materielle Voraussetzungen zu gewährleisten.
Darüber hinaus verfügen die 10 Boote der Frankenthal-Klasse, darunter das Minentaucher-Einsatzboot Rottweil (als Ersatz für die 2007 außer Dienst gestellte Mühlhausen) und das Taucherschulboot Langeoog als Ersatz für die Hansa in Eckernförde über bordeigene Druckkammern für bis zu 6 Personen, in denen Taucher nach Unfällen sofort versorgt werden können.
In Kiel befindet sich die größte Druckkammer der Deutschen Marine, in der bis zu 12 Personen gleichzeitig die druckspezifische Wirkung von Tauchgängen simulieren können oder bei Bedarf eine Behandlung eines eingeschleusten, verletzten Tauchers unter Druck vorgenommen werden kann.

## Sonstiges
- Motto der Minentaucher: nec aspera terrent (Die das Raue/Widrigkeiten nicht fürchten, Fahnenspruch der Hannoverschen Armee 1617–1866)
- Tätigkeitsabzeichen der Minentaucher: Schwertfisch vor Ankertauminengefäß
- Anzahl der aktiven Minentaucher: Soll: 120, Ist: 66 (vgl. Wehrbericht 2016) im Verband der SEKM, zusätzlich ca. 10 aktive an verschiedenen Dienststellen der Bundeswehr (Marinekommando etc.)
- Bisherige Einsätze: Diverse nationale und internationale Einsätze an Bord von Minenjägern im Rahmen der Minenabwehr in Nord- und Ostsee sowie im Mittelmeer, als Kampfmittelbeseitiger an Land in Kontingenten der UN im Irak, Kosovo, Usbekistan, in Bosnien, Afghanistan und Libanon, sowie Einsätze im Rahmen der Amtshilfe für andere deutsche Behörden (bspw. bei Leichensuchen und -bergungen, während der Oderflut oder bei SAR-Einsätzen) und eine Vielzahl von jährlichen Übungseinsätzen zur Erhaltung und Verbesserung der eigenen Fähigkeiten.

Außerdem als Teil der Boardingteams bei der Mission Atalanta und Sophia.